# ライヴ・アンド・レア
『ライヴ・アンド・レア』（Live And Rare)は、アメリカ合衆国のロックバンド、マイ・ケミカル・ロマンスが2007年に日本限定企画としてだしたミニ・アルバム。

## 収録曲
1. フェイマス・ラスト・ワーズ（ライブ） – Famous Last Words(Live)
2. キャンサー（ライブ・イン・ベルリン） – Cancer(Live in Berlin)
3. ハウス・オブ・ウルヴズ（ライブ・イン・ベルリン） – House Of Wolves(Live in Berlin)
4. デッド！（ライブ・イン・ベルリン） – Dead！(Live in Berlin)
5. ママ（ライブ・イン・マンチェスター） – Mama(Live in Manchester)
6. マイ・ウェイ・ホーム・イズ・スルー・ユー – My Way Home Is Through You
7. キル・オール・ユア・フレンズ – Kill all Your Friends

### 備考
6曲目と7曲目はアルバム未収録曲。